# オーランド空軍基地
オーランド空軍基地（ブークモール：Ørland hovedflystasjon）は、ノルウェー王国ソール・トロンデラーグ県オーランドに所在するノルウェー空軍の飛行場。ノルウェー空軍だけでなく北大西洋条約機構が使用する重要な基地である。このため戦闘機部隊と捜索救難部隊および哨戒部隊を一通り揃えただけでなく、多くのNATO演習を受け入れている。
戦闘機部隊はNATO即応部隊の航空部隊に指定されているため16機のF-16戦闘機とそのパイロット22人を配備している。オーランド基地は北欧唯一のE-3A早期警戒機用の地上業務機能を配備する飛行場でもある。
さらに、エア・ノルウェーが運行するSA-227AC旅客機によるオスロ空港行きの定期便も就航している。

## 歴史
オーランド基地はナチス・ドイツ占領下の1941年に捕虜を使役して建設された。これは連合国軍によるムルマンスク行きの輸送船団を阻止するために利用され、最初にフォッケウルフ Fw 200爆撃機が配備された。1942年6月にユンカース Ju 87急降下爆撃機が、後にメッサーシュミット Bf109戦闘機とフォッケウルフ Fw190戦闘機が配備される。
1944年にドイツは第2滑走路を建設する。これは後に主滑走路となる。さらに複数の誘導路と第3滑走路の設計も進められるが、図面が完成する前に終戦を迎えた。戦争中、約10,000人の捕虜とドイツ人7.000人が基地建設の労働力として使役される。終戦後、ドイツ軍が巡洋戦艦「グナイゼナウ」から撤去した火砲と基礎構造などの防御用の兵器類が完全武装のままとなった。
大戦後、ノルウェー軍スピットファイア飛行隊が配置されるも1946年に滑走路は閉鎖される。全建築物は解体されドイツによって荒廃したフィンマルク県の再建ために北部ノルウェーに木材が輸送される。その後、飛行場は散発的な演習で使用された。
1950年、政府は常設配置飛行場としての決定がなされ、1952年から新滑走路の建設が始まる。そして、1954年にNATO軍運用を可能とするための拡張工事が完成する。これが現在の基地の原型となっている。
1954年10月にソラ空軍基地から第338飛行隊が移転し本基地唯一の戦闘機部隊として残る。1983年11月にNATO国境地帯の監視体制を支えるためにガイレンキルヒェン航空基地から訪れるE3A早期警戒管制機用の整備および運用能力である前進配置拠点統制隊が配置される。さらに、これに関連するアメリカ軍戦闘機を展開させるためアメリカ海兵隊の海兵隊事前配置プログラム・ノルウェーの拠点となる。
こんにちの基地は全体で約650人の士官や文民だけでなく約200から300人の徴集兵が勤務している。基地防空のためにNASAMSを配備している。
2021年2月、アメリカ空軍はオーランド空軍基地にテキサス州のダイエス空軍基地に所属するB-1爆撃機4機と兵員約200人を配備する計画を示した。北極圏並びにロシアから北西の国際空域でロシアを牽制する任務を負う予定。

## 配置部隊
- 第138航空団
  - 第338飛行隊（F-16戦闘機、NATO即応部隊指定）
  - 基地防空警備大隊
  - 基地機動準備隊（即応部隊支援）
- 第330飛行隊（分遣隊、救難）
- NATO早期警戒機前進配備拠点